# Alessandro Araldi
Pour les articles homonymes, voir Araldi.
Alessandro Araldi  (né v. 1460 à Parme, en Émilie et mort v. 1529) est un peintre italien de la haute Renaissance, dont l'œuvre se rattache à l'école de Parme, actif principalement à Parme et Pérouse à la fin du XVe et du début du XVIe siècle.

## Biographie

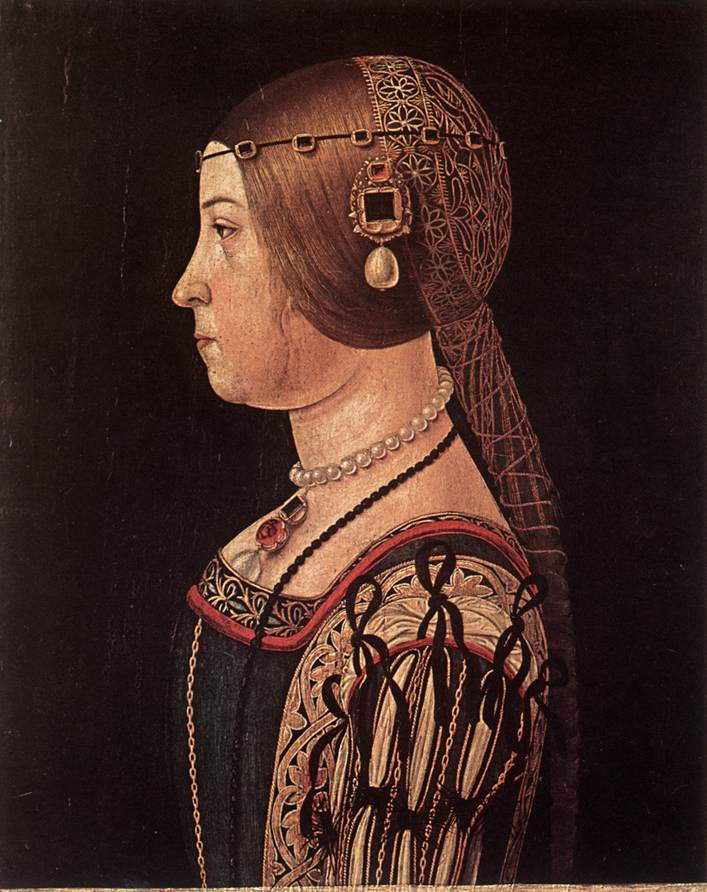
Portrait de Barbara Pallavicino (1510 env) Galerie des Offices

On sait peu de choses de la biographie de Alessandro Araldi. Il a apparemment aidé son contemporain Cristoforo Caselli (il Temperello). Son travail montre les influences de l'école de Melozzo da Forlì et du début de la renaissance vénitienne marquée par Giovanni Bellini, Antonio Vivarini, ainsi que Lorenzo Costa de Ferrare.

## Œuvres
- Fresques dans le monastère bénédictin de San Paolo.
- Histoire de sainte Catherine (2 tableaux).
- Le Différend devant l'empereur Maximilien.
- Annonciation (1514).
- Catherine et saint Jérôme  (1514) pour l'abbesse da Giovanna Piacenza (achevée par Le Corrège).
- Portrait de Barbara Pallavicino (1510 env.) Galerie des Offices, Florence.